# Ingar Nielsen
Ingar H. Nielsen (Oslo, 29 de agosto de 1885 — 21 de janeiro de 1963) foi um velejador norueguês, campeão olímpico. Ele competiu nos Jogos Olímpicos de Verão de 1920 na classe 10 Metre e conquistou a medalha de ouro na disputa realizada segundo as regras de 1907 a bordo do Eleda com Erik Herseth, Gunnar Jamvold, Petter Jamvold, Claus Juell, Sigurd Holter e Ole Sørensen. Quatro anos depois, nos Jogos de 1924, voltou a se consagrar com o ouro, agora na classe 8 Metre, ao lado de Carl Ringvold, Rick Bockelie, Harald Hagen e Carl Ringvold Jr. no N.12.